# Herbizidstress
Als Herbizidstress wird in der Landwirtschaft eine Schädigung von Kulturpflanzen durch zuvor zur Unkrautbekämpfung eingesetzte Herbizide bezeichnet. Je nach Schwere kann Herbizidstress zu vermindertem Wuchs sowie zu Blattverfärbungen und damit letztendlich zu Ertragseinbußen führen. Die Empfindlichkeit gegenüber Herbiziden hängt von verschiedenen Faktoren wie dem Entwicklungsstand der Pflanze, der Blattzahl, der Pflanzenart und -sorte sowie den Wetterbedingungen ab.

## Nachweise
1. ↑  Maisinformation (RAGT) (Memento vom 26. Juli 2016 im Internet Archive) (PDF; 1,1 MB)
2. ↑  Information zur Unkrautbekämpfung in Zuckerrüben (Landwirtschaftskammer Nordrhein-Westfalen) (Memento vom 28. August 2010 im Internet Archive) (PDF-Datei; 152 kB)